# Тескань
Тескань, Тескані (рум. Tescani) — село у повіті Бакеу в Румунії. Входить до складу комуни Берешть-Тазлеу.
Село розташоване на відстані 234 км на північ від Бухареста, 21 км на захід від Бакеу, 101 км на південний захід від Ясс, 124 км на північний схід від Брашова.

## Населення
За даними перепису населення 2002 року у селі проживали 753 особи, з них 748 осіб (99,3%) румунів. Рідною мовою 752 особи (99,9%) назвали румунську.